# Inscripció funerària de Sibbolet
La Inscripció funerària de Sibbolet és una epigrafia púnica que es va trobar al 1902 a Cartago. Fa 20 x 7 cm i actualment es conserva al Museu Nacional de Cartago (referència: KAI 92, CIS I 5948 o R 768).
La inscripció diu:
QBR ŠBLT SḤRT HQRT
Tomba de ŠBLT (Sibbolet), majorista de la ciutat
La inscripció, sobre gres fi, s'ha descrit com plena de subtils contradiccions. Tot i que és de petita, les lletres estan inscrites amb summa cura. Malgrat el seu nom modest (Sibbolet significa 'espiga de blat'), la dona afirma ser "majorista" de "la ciutat", és a dir, Cartago. No dona noms de cap familiar ni avantpassat, i això suggereix que s'enorgulleix de ser una dona feta a si mateixa, que sap utilitzar amb tacte les seues habilitats socials per a aconseguir una gran carrera empresarial.
A més a més la inscripció no esmenta el producte que comercialitzava Sibbolet. Per tant, l'orientalista francés Charles S. Clermont-Ganneau va suggerir que potser participava en un comerç poc decent, com ara amb esclaus (mangonio) o fins i tot proxenetisme (lenocinio). D'altra banda, l'historiador polonés Lidzbarski ha indicat que possiblement el seu ofici era de caràcter religiós.
Clermont-Ganneau també proposà que HQRT (haqqart, 'la ciutat') podria referir-se no a Cartago sinó a Cirta (l'actual Constantina (Algèria), on hi ha mostres del nom Sibbolet. Lidzbarski, però, creu que la identificació amb Cartago és correcta.